# Nowe Skalmierzyce (gmina)
Nowe Skalmierzyce est une gmina mixte du powiat de Ostrów Wielkopolski, Grande-Pologne, dans le centre-ouest de la Pologne. En 1999 son siège est déplacé de la ville de Nowe Skalmierzyce au village voisin de Skalmierzyce.
La gmina couvre une superficie de 125,67 km2 pour une population de 15 169 habitants.

## Géographie
| - Plan de la gmina. |

Outre Skalmierzyce et Nowe Skalmierzyce, la gmina inclut les villages de Biskupice, Biskupice Ołoboczne, Boczków, Chotów, Czachory, Droszew, Fabianów, Gałązki Małe, Gałązki Wielkie, Głóski, Gniazdów, Gostyczyna, Kościuszków, Kotowiecko, Kurów, Leziona, Mączniki, Miedzianów, Ociąż, Osiek, Pawłów, Pawłówek, Śliwniki, Śmiłów, Strzegowa, Trkusów, Węgry et Żakowice.
La gmina borde la ville de Kalisz et les gminy de Godziesze Wielkie, Gołuchów, Ostrów Wielkopolski et Sieroszewice.